# Porto de Nacala
Porto de Nacala, também chamado complexo portuário de Nacala, são conjuntos de terminais portuários moçambicanos localizados na região costeira da província de Nampula. Os terminais encontram-se na baía do Bengo, uma reentrância ao sul da baía de Fernão Veloso, na entrada do Canal de Moçambique. Os terminais portuários componentes do complexo estão dispostos nos litorais do município de Nacala (carga geral) e do distrito de Nacala-a-Velha (carvão mineral).
As infraestruturas pertencem ao Estado moçambicano, tendo sido gerida pela empresa público-privada de empreendimento conjunto "Sociedade de Desenvolvimento do Corredor do Norte S.A." (CDN) até 16 de Janeiro de 2020. Nessa data o contrato de concessão terminou e a administração do porto retornou ao Estado moçambicano, com a gestão a cargo dos Portos e Caminhos de Ferro de Moçambique (CFM).
Em 7 de Outubro de 2023 foram inauguradas as obras de reabilitação e expansão do porto e aquisição de novos equipamentos como gruas, braços de carga de líquidos, empilhadoras de contentores e garras para carga geral a granel, as quais permitem um aumento de 152% da capacidade de carga manuseada. As obras, nas quais foram investidos 273,6 milhões de dólares americanos, duraram cinco anos e foram financiadas pelo Japão.
Junto aos portos da Beira (Sofala), Maputo-Matola (Maputo), Quelimane (Zambézia) e Pemba (Cabo Delgado), formam os maiores complexos portuários do país. Se visto no conjunto, é um dos maiores portos do país, rivalizando em importância com o de Maputo e com o da Beira.
O porto é o terminal de uma linha ferroviária — o Caminho de Ferro de Nacala —, escoando produtos do Maláui e Zâmbia. Outra ligação de escoamento importante é feita pela rodovia N12. É parte fundamental dos complexos logísticos do "Corredor de Nacala".